# Communauté rurale de Palmarin Facao
La communauté rurale de Palmarin Facao est une communauté rurale du Sénégal située à l'ouest du pays, au sud de Dakar.
Elle fait partie de l'arrondissement de Fimela, du département de Fatick et de la région de Fatick.
Lors du dernier recensement, la CR comptait 6 698 personnes et 758 ménages.